# Adam Nussbaum

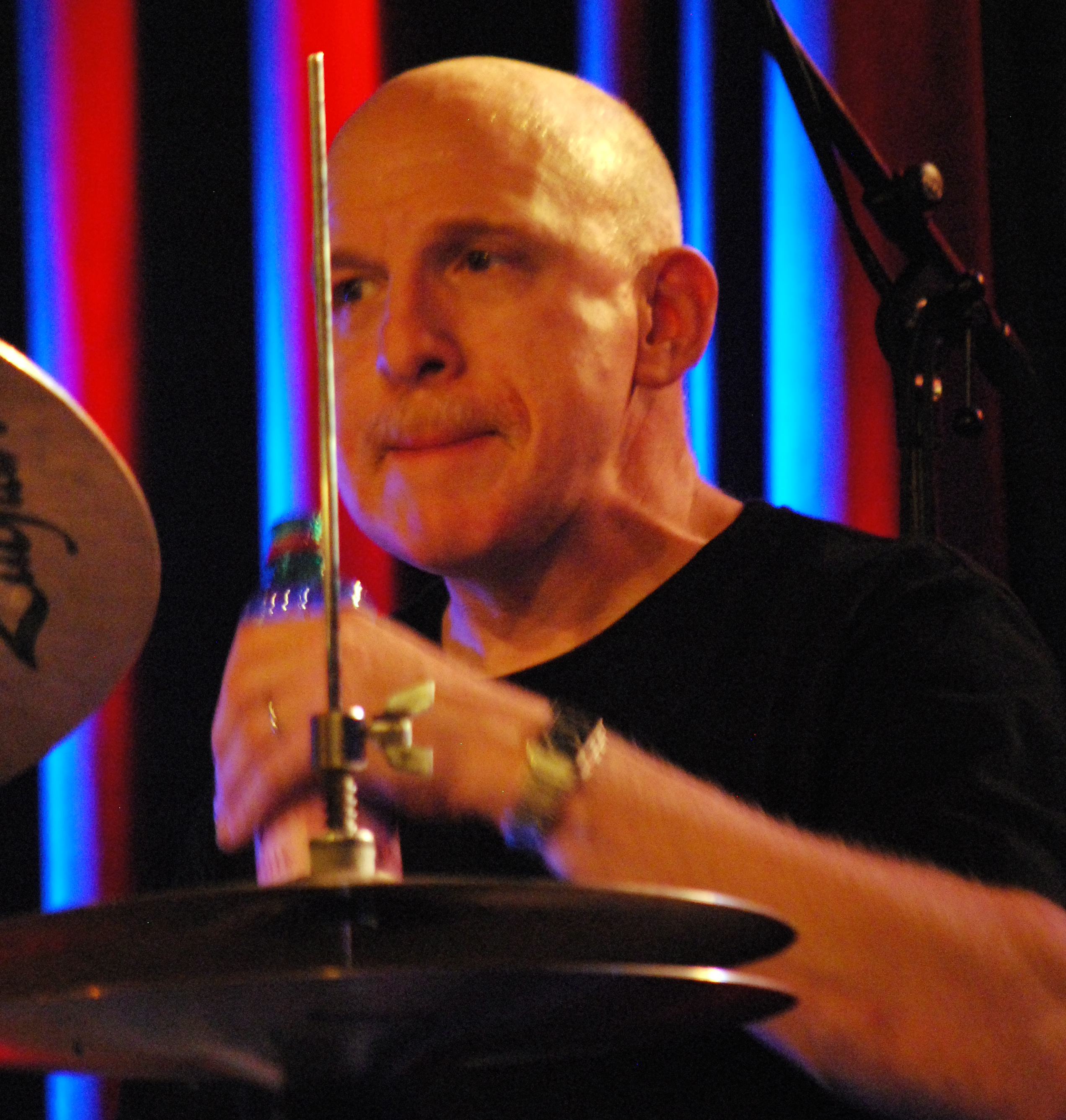
Adam Nussbaum (2010)

Adam Nussbaum (* 29. November 1955 in New York City) ist ein US-amerikanischer Jazzmusiker (Schlagzeug).

## Leben und Wirken
Nussbaum wuchs in Norwalk/Connecticut auf und erhielt ab dem Alter von fünf Jahren Klavierunterricht. Mit zwölf Jahren wechselte er zum Schlagzeug, daneben spielte er als Jugendlicher auch Bass und Saxophon. 1975 zog er nach New York, um am Davis Center for Performing Arts zu studieren. Dort arbeitete er mit Albert Dailey, Monty Waters, Joe Lee Wilson und Sheila Jordan und trat 1977 mit Sonny Rollins auf. 1978 wurde er Mitglied von Dave Liebmans Quintett und unternahm seine erste Europatournee mit John Scofield.
Anfang der 1980er Jahre arbeitete Nussbaum im Trio mit Scofield und Steve Swallow. 1983 wurde er Mitglied des Monday Night Orchestra von Gil Evans und trat mit Stan Getz auf. Er wurde dann Mitglied des Eliane Elias/Randy Brecker Quartet und tourte ab 1987 mit dem Quintett von Michael Brecker, mit dem 1988 das Grammy-prämierte Album Don't Try This At Home entstand. 1992 trat er in die Big Band von Carla Bley ein und bildete mit John Abercrombie und Dan Wall ein Trio. Außerdem spielte Nussbaum im Trio mit George Gruntz und Mike Richmond (Serious Fun, Enja 1990), der George Gruntz Concert Jazz Band, dem James Moody Quartet, dem Steve Swallow Trio, dem Kenny Wheeler Quartet, mit Jerzy Małek, mit Vic Juris (Two Guitars, 2018) und dem Jerry Bergonzi Quartet. 2018 legte Nussbaum das Album The Lead Belly Project (Sunnyside, mit Steve Cardenas und Ohad Talmor) vor.
Nussbaum unterrichtet an der New York University, der New School University und der State University of New York und gibt weltweit Kurse und Meisterklassen.